# Ivan I. Blojiški
Ivan I. Blojiški (francuski Jean) (? - 28. lipnja 1279.) bio je grof Bloisa u Francuskoj, sin Huga I. i Marije od Avesnesa te muž Alise Bretanjske, koju je oženio 1254. godine. Bio je i lord of Avesnesa.
Alisa je Ivanu rodila samo jedno dijete, Ivanu.
Ivan je ujedinio Chartres i Blois nakon smrti svoje sestrične Matilde od Amboisea. Te je zemlje prije smrti prenio na svoju kćer.
Ivan i Alisa su osnovali nekoliko samostana. Postao je general pukovnik Francuske 1270. Umro je 1279. te je pokopan u Coulangesu.